# Dębe (Sokołów)
Pour les articles homonymes, voir Dębe.
Dębe [ˈdɛmbɛ] est un village polonais de la gmina de Kosów Lacki dans le powiat de Sokołów et dans la voïvodie de Mazovie, au centre-est de la Pologne.
Il se situe à environ de 6 kilomètres à l'ouest de Kosów Lacki, 23 kilomètres au nord-ouest de Sokołów Podlaski et à 84 kilomètres au nord-est de Varsovie.
Sa population est de 220 habitants en 2007.